# 直通王國
直通王國（發音：[θətʰòʊɴ kʰɪʔ]）是下缅甸地區的一個孟族王國，在約前4世纪時出現生存至11世紀中葉。該國基本上是一個以直通為中心的城邦，並直接與印度南部和斯里蘭卡交易，該國也是上座部佛教引入東南亞的起點。直通王國與其他孟族王國一樣，受到吳哥王朝的侵略蠶食，最後在1057年被阿奴律陀的蒲甘王朝所滅。

## 王國的名稱
直通王國被孟族稱為苏伐那蒲迷，意為「黃金之地」，苏伐那蒲迷也被用作泰國中部的美稱。孟族認為直通王國是在前6世紀佛陀時代建立的。直通Thaton（သထုံခေတ်）一詞是緬甸語，源於孟語Sadhuim、巴利語Sudhammapura、梵語Sudharma，意為「諸神的會堂」。

## 歷史
根據孟族的傳統説法，直通王國在佛陀時代成立，傳至摩奴訶有59代國王，《琉璃宮史》則記載是48代國王。傳統説法還認為勃固是直通王國的一些政治避難者在573年建立的。然而歷史學者戈·埃·哈威引用史料認為勃固是建立於825年。最早提及勃固的則是1266年的緬文史料。
1057年，阿奴律陀在孟族國師善阿羅漢建議下改宗上座部佛教，之後以直通國王摩奴訶拒绝奉獻佛教三藏為名發兵。根據《得楞史》（Paklat Talaing Chronicle），阿奴律陀圍城三月，直通城中人飢餓相食，摩奴訶於1057年5月17日出城投降。戰後，大批直通王國的工匠和宗教文獻傳入上緬甸，其文學和宗教傳統有助於塑造早期缅族及蒲甘文化。